# Кулиничі (Львівський район)
Кули́ничі — село в Україні, у Львівському районі Львівської області. Населення становить 148 осіб. Орган місцевого самоврядування - Добросинсько-Магерівська сільська рада.

## Історія
До середини XIX ст. Кулиничі входили до складу Боброїдів, які були присілком села Кам'янки-Волоської. Після 1940 року Кулиничі стали окремим селом.

## Населення

### Мова
Розподіл населення за рідною мовою за даними перепису 2001 року:
| Мова       | Кількість | Відсоток |
| ---------- | --------- | -------- |
| українська | 148       | 100%     |